# Royal Mile

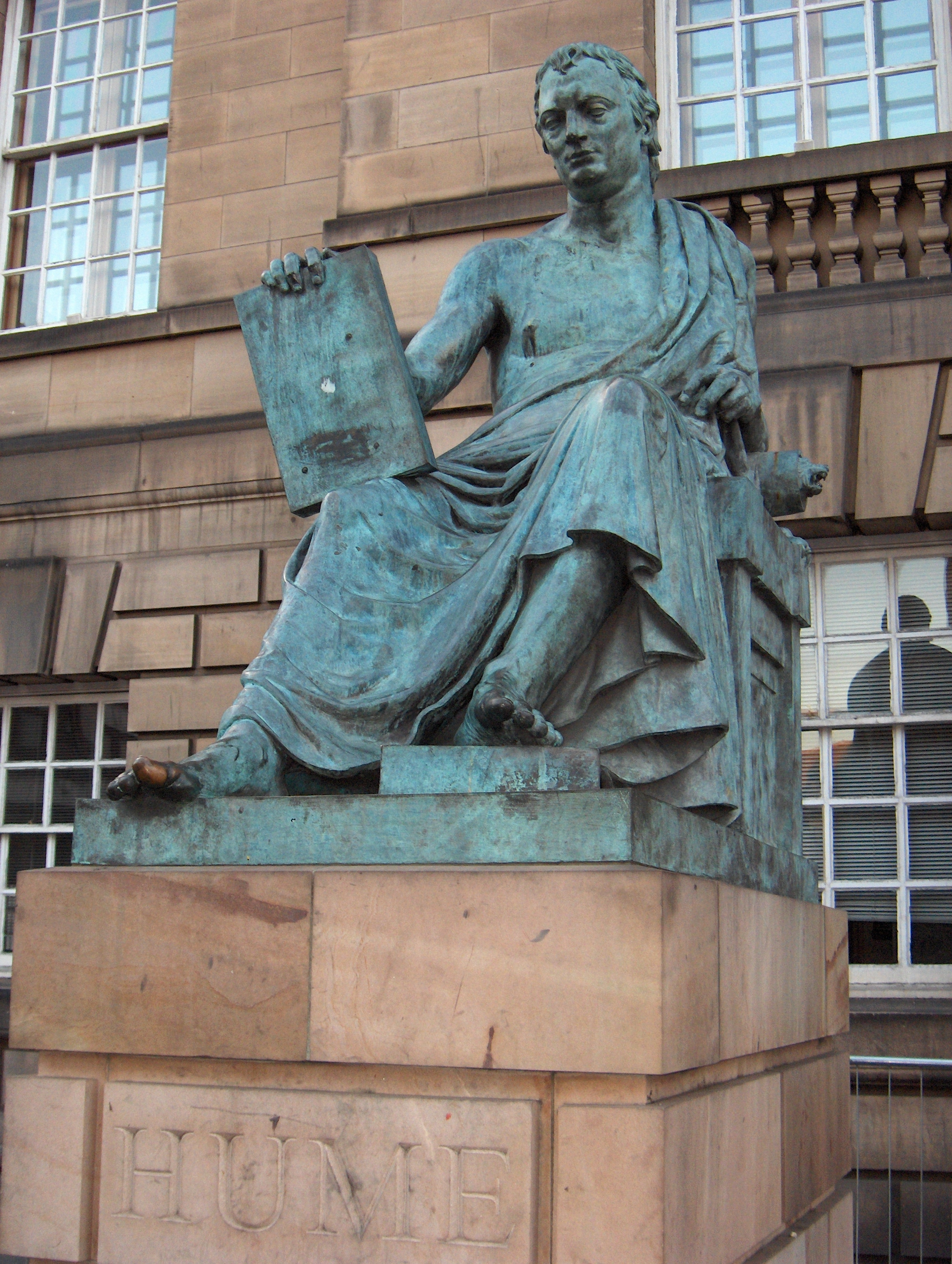
Statue de David Hume à Édimbourg, sur le Royal Mile.

Le Royal Mile est le nom populaire pour désigner une succession de rues qui forme l'artère principale de la vieille ville d'Édimbourg.

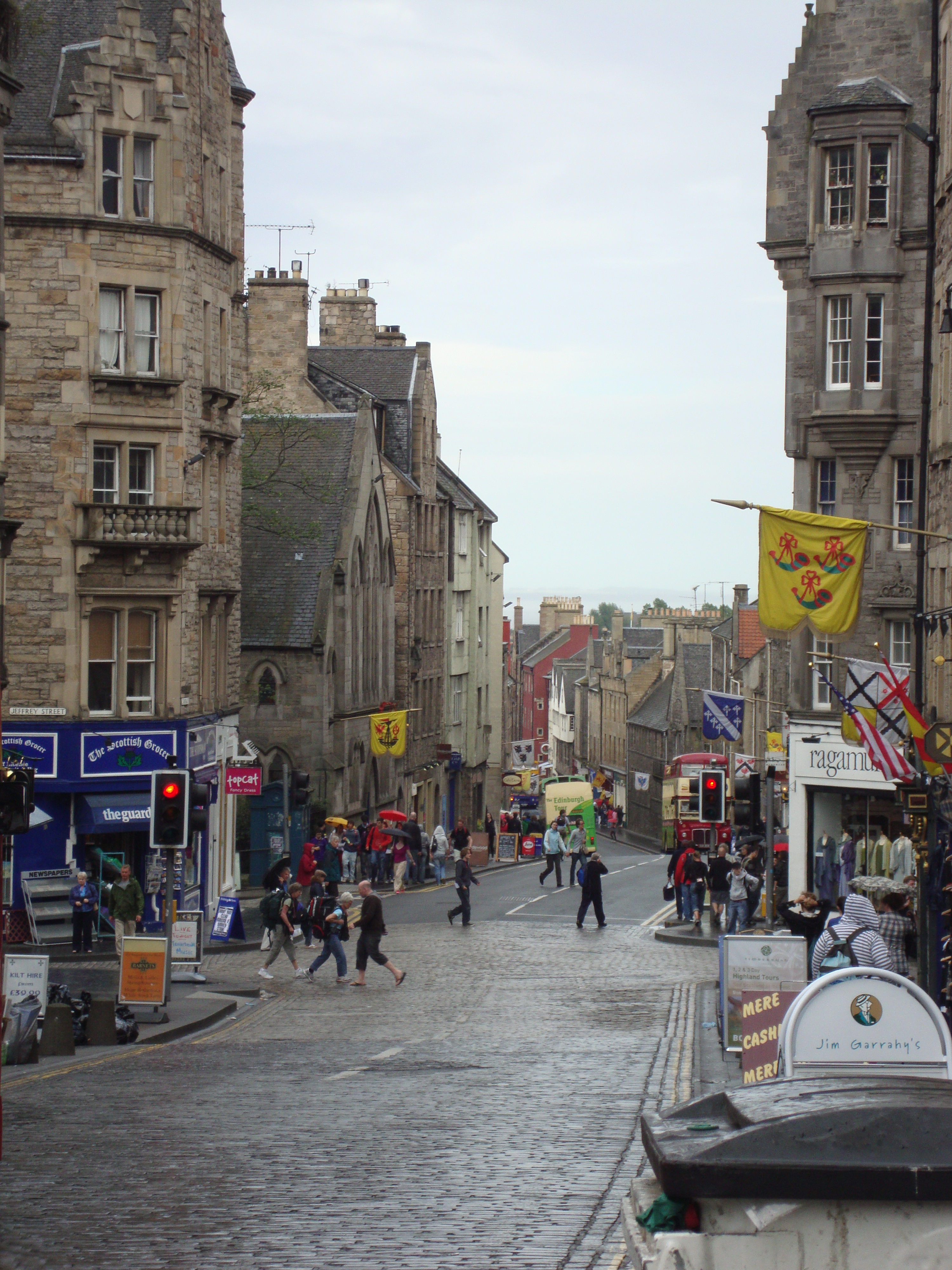
Le Royal Mile

Comme son nom l'indique, sa longueur est équivalente à un mile écossais entre les deux centres de l'histoire royale de l'Écosse, depuis le château d'Édimbourg au sommet du Castle Rock jusqu'au Palais de Holyrood. Sur ce trajet, le nom actuel de la rue est successivement Castle Esplanade, Castlehill, Lawnmarket, High Street, Canongate, et finalement Abbey Strand.
Elle est d'ailleurs située près d'autres rues et ruelles connues comme Mary King's Close.
Le Royal Mile est la rue la plus touristique d'Édimbourg, en concurrence avec Princes Street dans la New Town.
Au XVIe siècle, elle hébergeait les Luckenbooths (en), échoppes permanentes abritant des bijoutiers et autres artisans, et qui ont donné leur nom à un bijou écossais traditionnel.